# Thwaitesia margaritifera
Thwaitesia margaritifera là một loài nhện trong họ Theridiidae.
Loài này thuộc chi Thwaitesia. Thwaitesia margaritifera được Octavius Pickard-Cambridge miêu tả năm 1881.